# Heimbach (Mömbris)
Heimbach ist ein Gemeindeteil des Marktes Mömbris im unterfränkischen Landkreis Aschaffenburg in Bayern.

## Geographie
Das Dorf Heimbach liegt im Vorspessart im Kahlgrund auf einer Höhe von 240 m ü. NHN zwischen Reichenbach und Mömbris. Das Dorf hat eine Gemarkungsfläche von 115,94 ha und 147 Einwohner (Stand Januar 2022). Da Heimbach von den steilen Hängen des Steinberges umgeben ist, gibt es kein Baugebiet, das eine Ausweitung des Orts ermöglichte. Durch den Ort verlief bis 2011 der Degen-Weg.

## Name
Seinen Namen hat Heimbach vom gleichnamigen Bach Heimbach, der im Ort entspringt. Im Volksmund wird der Ort „Heemich“ genannt.

## Geschichte

### Mittelalter
Im Mittelalter gehörte Heimbach zum Gericht Mömbris, das wiederum Teil des Freigerichts Alzenau war. Das Freigericht war zwar reichsunmittelbar, aber das Reich verpfändete oder vergab das Gebiet immer wieder. So wechselten die Landesherren, zu denen die Herren und späteren Grafen von Hanau, die Herren von Randenburg und die Herren von Eppstein zählten.

### Neuzeit
Im Jahr 1500 belehnte der römisch-deutsche König Maximilian I. den Erzbischof von Mainz und den Grafen von Hanau-Münzenberg gemeinsamen mit dem Freigericht, das sie nun als Kondominat verwalteten. Da im Freigericht auch zur Zeit des Kondominats die kirchliche Jurisdiktion bei den Erzbischöfen von Mainz verblieb, konnte sich die Reformation – im Gegensatz zur Grafschaft Hanau-Münzenberg – hier nicht durchsetzen. Heimbach blieb römisch-katholisch.
Mit Graf Johann Reinhard III. starb 1736 der letzte männlicher Vertreter des Hauses Hanau. Erbe des hanau-münzenberger Landesteils war aufgrund eines Vertrages der Landgraf von Hessen-Kassel. Ob sich sein Erbe auch auf den Hanauer Anteil an dem Kondominat erstreckte, war in den folgenden Jahren zwischen Kurmainz und Hessen-Kassel heftig umstritten. Der Streit endete in einem Kompromiss, dem „Partifikationsrezess“ von 1740, der eine Realteilung des Kondominats vorsah. Es dauerte allerdings bis 1748, bis der Vertrag umgesetzt war. Heimbach fiel dadurch Kurmainz zu.
Heimbach wurde laut Reichsdeputationshauptschluss 1803 ein Teil des neugebildeten Fürstentums Aschaffenburg des Fürstprimas von Dalberg, mit welchem er 1814 (damals ein Departement des Großherzogtums Frankfurt) schließlich an Bayern fiel.
Am 1. Juli 1862 wurde das Bezirksamt Alzenau gebildet, auf dessen Verwaltungsgebiet Heimbach lag. 1939 wurde wie überall im Deutschen Reich die Bezeichnung Landkreis eingeführt. Heimbach gehörte nun zum Landkreis Alzenau in Unterfranken (Kfz-Kennzeichen ALZ). Mit Auflösung des Landkreises Alzenau im Jahre 1972 kam Heimbach in den neu gebildeten Landkreis Aschaffenburg (Kfz-Kennzeichen AB).

### Einwohnerentwicklung
| Jahr | Einwohner |
| ---- | --------- |
| 1871 | 70        |
| 1880 | 72        |
| 1900 | 84        |
| 1910 | 96        |
| 1919 | 115       |

| Jahr | Einwohner |
| ---- | --------- |
| 1925 | 99        |
| 1939 | 86        |
| 1946 | 93        |
| 1971 | 106       |
| 1981 | 121       |

| Jahr | Einwohner |
| ---- | --------- |
| 2003 | 143       |
| 2004 | 144       |
| 2005 | 144       |
| 2011 | 136       |
| 2022 | 147       |

## Weiler und Höfe

### Der Heimbacher Hof

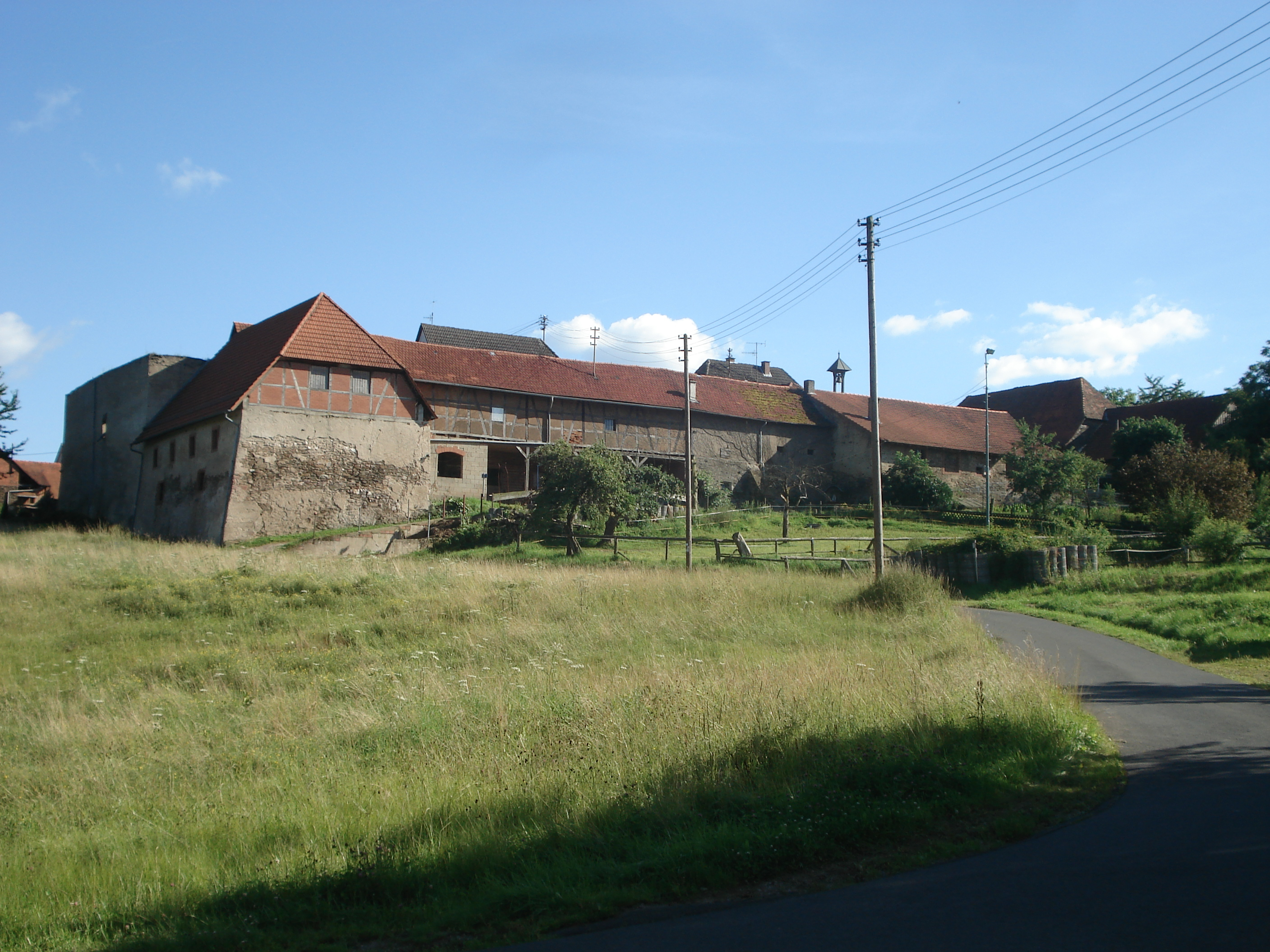
Der Heimbacher Hof

Zur Ortschaft Heimbach gehört der Heimbacher Hof auf einer Anhöhe gegenüber dem Ort. Der Feste Hof zu Heimbach wurde von den Rittern von Gonsrod nach der Zerstörung ihres Wohnsitzes Burg Mömbris erbaut und von etwa 1410 bis zum Tode des letzten männlichen Familienmitgliedes Philipp II. von Gonsrod 1597 zeitweise bewohnt.

### Heimbacher Mühle

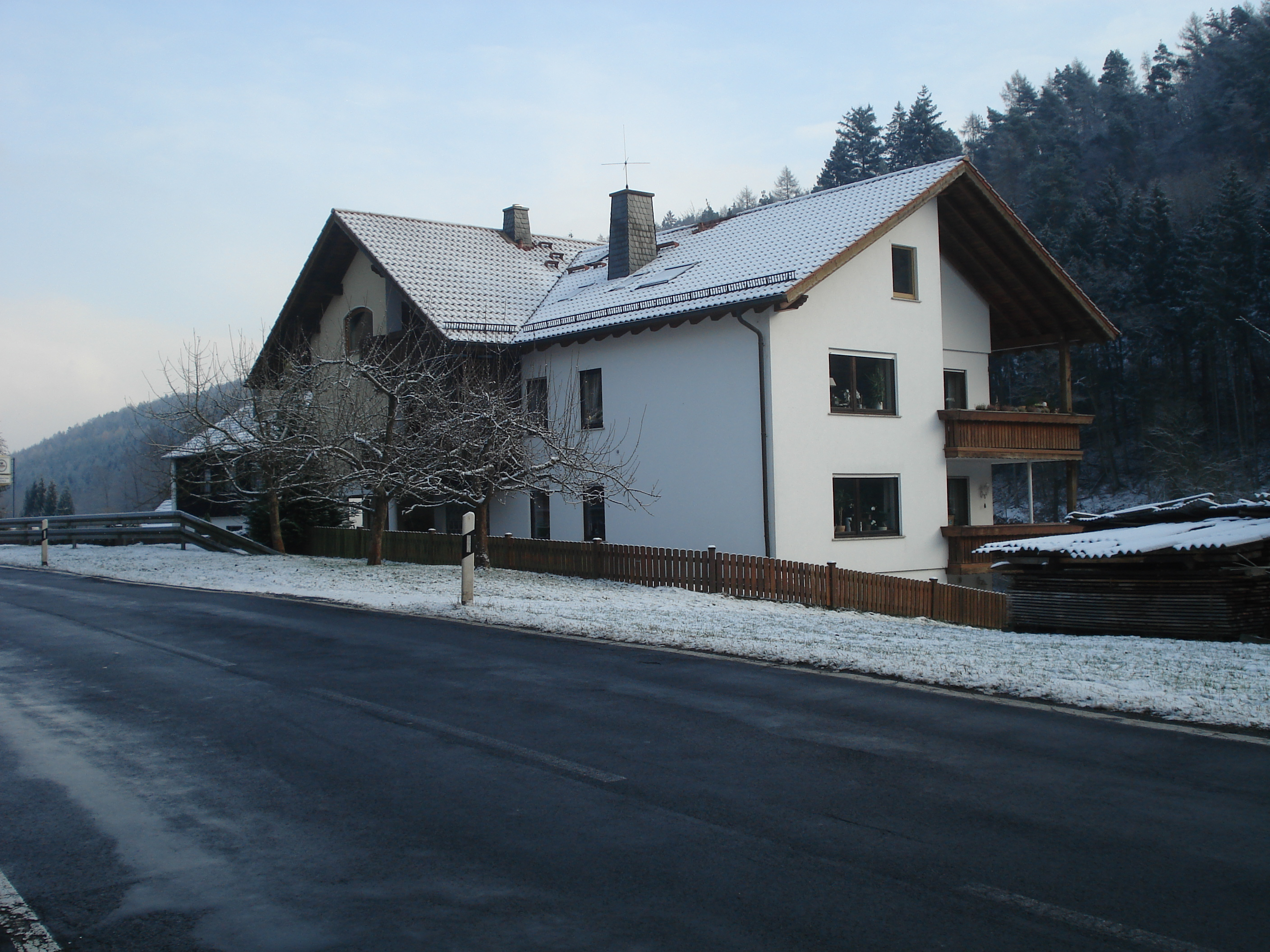
Die Heimbacher Mühle

Die Heimbacher Mühle wurde zwei Kilometer südlich des Ortes im Tal des Reichenbachs unterhalb des Glasberges um 1600 erbaut. Im Laufe der Jahrhunderte entwickelte sich aus der Ölmühle eine Gaststätte, in der schon König Ludwig I. von Bayern bei seinen Aufenthalten im Spessart mit Buttermilch und Brot verköstigt wurde. Die Gaststätte ist bis heute ein beliebtes Ausflugsziel. Die beiden oberschlächtigen Wasserräder sind heute noch erhalten. In der unmittelbaren Nachbarschaft sind weitere Gehöfte und Wohnhäuser entstanden.

## Gewerbe
Cavotec Fladung GmbH ist ein bekannter Airport-Technologie-Hersteller. Sein Firmenspektrum umfasst Kunststoffverarbeitung, Metallbau, Mechanik- und Schaltanlagenbau sowie Sicherheitstechnik für die Ausstattung von Flughäfen.
Die Firma wurde 1968 gegründet, war anfangs im Schaltanlagenbau tätig und fing in den frühen achtziger Jahren damit an, Andienungslösungen für die 400-Hz-Technologie zu entwickeln, die bald zu einem Standard innerhalb der Flughafenanwendungen werden sollte. Dies war der erste Schritt, die Firma auf Spezialausrüstungen für die wachsende Flughafenindustrie auszurichten. Die Weiterentwicklung umfasste Spezialmotorleitungstrommeln und Flugzeugstecker, die mittlerweile weltweit zum Industriestandard gehören.
Cavotec Fladung lieferte eine Reihe von Sicherheits-Systemen mit dem Ziel, sensible Zugänge und Ausgänge notfalls zu sperren. Diese Systeme wurden in verschiedenen Anlagen, wie Regierungs- und Militäreinrichtungen, Kraftwerken und Flughäfen installiert.
Im Hinblick auf Sicherheit, Verlässlichkeit und Innovation wurde Cavotec Fladung ein wichtiger Partner für Industriekunden rund um den Globus.

## Vereine
Der Ort hatte vor einigen Jahren noch eine Freiwillige Feuerwehr. Jetzt besteht nur noch der Natur- und Ortsverschönerungsverein Heimbach.